# SV Dessau 05
SV Dessau 05 is een Duitse voetbalclub uit Dessau, Saksen-Anhalt.

## Geschiedenis
De club werd in juli 1905 opgericht als FC Adler en fusioneerde in oktober van dat jaar met de kerkelijke jeugdgroep Jugendvereins zu St. Johannis en werd zo Dessauer FC. Vanaf 1909 speelde de club in de Anhalts voetbalkampioenschap, een van de competities van de Midden-Duitse voetbalbond. In de beginjaren domineerde Cöthener FC 02 de competitie. Na 1919 werd de Anhaltse competitie de tweede klasse van de Kreisliga Elbe. De club voegde zich bij Sportlichen Vereinigung BAMAG Dessau en werd zo VfR Dessau 1905. Twee jaar later fuseerde de club opnieuw en werd zo SV Dessau 05. In 1923 werd de club kampioen en kon via de eindronde de titel winnen tegen SC Germania 1898 Magdeburg. Hierna werd de Kresiliga afgevoerd en werd de Anhaltse competitie als Gauliga Anhalt opnieuw de hoogste klasse.
In 1933 werd de competitie geherstructureerd. De Midden-Duitse bond werd ontbonden en de vele competities werden vervangen door de Gauliga Mitte en Gauliga Sachsen. De clubs uit Anhalt werden te licht bevonden voor de Gauliga Mitte en voor de Bezirksklasse Magdeburg-Anhalt plaatsten zich vier clubs, waarvoor de club zich als vicekampioen kon kwalificeren. Na twee jaar kon de club kampioen worden en via de eindronde promotie afdwingen naar de Gauliga. Na een plaats in de middenmoot werd de club kampioen in 1937 en liet zich zo voor het eerst opmerken op nationaal niveau in de eindronde. In een groep met VfB Stuttgart, Wormatia Worms en SV Kassel 06 moest de club genoegen nemen met en derde plaats. Ook de volgende twee jaar werd de club kampioen, maar in de eindronde werden ze telkens laatste. Nadat 1. SV 03 Jena het twee jaar overnam kon de club van 1942 tot 1944 opnieuw drie titels op rij behalen. Echter op nationaal niveau kon de club geen succes behalen.

### DDR-tijdperk
De meeste Duitse clubs werden ontbonden na WOII en de club werd heropgericht als Blau-Weiß Dessau. Zoals gebruikelijk in het door de Sovjet-Unie gecontroleerde land onderging de club verschillende naamsveranderingen: Sport-Union Dessau (1947), SG Dessau-Nord (1948), BSG Waggonbau Dessau (1949), BSG Waggonfabrik Dessau (augustus 1949) en BSG Motor Dessau (februari 1950).
Waggonbau Dessau werd de allereerste bekerwinnaar van Oost-Duitsland in 1949 en won de finale met 1-0 van BSG Gera-Süd. Van 1949 tot 1954 speelde de club in de DDR-Oberliga waar een derde plaats in het eerste seizoen de beste prestatie was. Na degradatie speelde de club in de 2de klasse tot 1967 toen de club degradeerde naar de Bezirksliga Halle, waar de club tot begin jaren 80 zou blijven. In 1989 veranderde de club opnieuw van naam en werd SV Waggonbau Dessau

### 1991-heden
Na de Duitse hereniging speelde de club op een lager niveau. Op 22 april 1995 nam de club opnieuw de naam SV Dessau 05 aan. In 2004 promoveerde de club naar de Oberliga maar toen de club 100 jaar werd degradeerde Dessau terug naar de Verbandsliga. Na de degradatie verlieten veel spelers de club en werd de eigen jeugd opgeleid als eerste ploeg. De jeugd dwong verrassend promotie af en kon de club in 2006/07 opnieuw in de Oberliga NOFV-Süd spelen. Dat niveau bleek te hoog gegrepen en na 1 jaar volgde weer degradatie naar de Verbandsliga. In 2009 kwam de club in financiële problemen en na het einde van het seizoen 2008/2009 daalde de club verder af naar de Landesliga (niveau 7). De jaren daarna draaide de club constant mee in de top van de Landesliga. In het seizoen 2013/2014 werd de club kampioen van de Landesliga Saksen-Anhalt en promoveerde daardoor naar de Verbandsliga Sachsen-Anhalt (niveau 6).

## Erelijst
- Bekerwinnaar
  - 1949
- Gauliga Mitte
  - 1937, 1938, 1939, 1942, 1943, 1944